# Exoprosopa spadix
Exoprosopa spadix är en tvåvingeart som beskrevs av Joseph Hannum Painter 1933. Exoprosopa spadix ingår i släktet Exoprosopa och familjen svävflugor. Inga underarter finns listade i Catalogue of Life.